# 플라스미드 제조

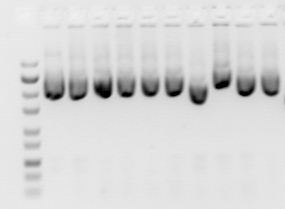
플라스미드 미니프렙, 0.8% 아가로스 겔 브로민화 에티듐 염색-stained.

플라스미드 제조(영어: plasmid preparation)는 플라스미드 DNA를 추출하고 정제하는 방법이다. 이는 많은 분자생물학 실험에서 중요한 단계이며, 연구 및 생명공학 분야에서 플라스미드를 성공적으로 사용하는 데 필수적이다. 세균으로부터 플라스미드 DNA를 정제하기 위해 많은 방법이 개발되었다. 정제 과정에서 플라스미드 DNA는 보통 오염된 단백질과 게놈 DNA로부터 분리된다.

## 같이 보기
- 플라스미드
- DNA

## 더 읽을거리
- Birnboim HC, Doly J (November 1979). “A rapid alkaline extraction procedure for screening recombinant plasmid DNA”. 《Nucleic Acids Research》 7 (6): 1513–1523. doi:10.1093/nar/7.6.1513. PMC 342324. PMID 388356.